# Combeïta
La combeïta és un mineral de la classe dels silicats, que pertany al grup de la zirsinalita-lovozerita. Rep el nom en honor d'Arthur Delmar Combe (24 de desembre de 1893 - 23 de maig de 1949), geòleg del Geological Survey of Uganda, qui va contribuir molt a la geologia del camp volcànic de Virunga.

## Característiques
La combeïta és un silicat de fórmula química Na4.5Ca3.5Si₆O17.5(OH)0.5. Cristal·litza en el sistema trigonal.
Segons la classificació de Nickel-Strunz, la combeïta pertany a «09.CJ - Ciclosilicats amb enllaços senzills de 6 [Si₆O18]12- (sechser-Einfachringe), sense anions complexos aïllats» juntament amb els següents minerals: bazzita, beril, indialita, stoppaniïta, cordierita, sekaninaïta, imandrita, kazakovita, koashvita, lovozerita, tisinalita, zirsinalita, litvinskita, kapustinita, baratovita, katayamalita, aleksandrovita, dioptasa, kostylevita, petarasita, gerenita-(Y), odintsovita, mathewrogersita i pezzottaïta.

## Formació i jaciments
Va ser descoberta al mont Shaheru, situat al volcà Nyiragongo, a Kivu Nord (República Democràtica del Congo). També ha estat descrita al massís de Kugda (Krai de Krasnoiarsk, Rússia) i a Ol Doinyo Lengai (Arusha, Tanzània). Aquests tres indrets són els únics de tot el planeta on ha estat descrita aquesta espècie mineral.